# Estelle Grelier
Estelle Grelier (ur. 22 czerwca 1973 w La Roche-sur-Yon) – francuska polityk, posłanka do Parlamentu Europejskiego VII kadencji, deputowana krajowa.

## Życiorys
Absolwentka Instytutu Nauk Politycznych w Grenoble, uzyskała następnie dyplom ukończenia wyższych studiów specjalistycznych (DESS) w Strasburgu. Pracowała trzy lata jako asystent parlamentarny w Zgromadzeniu Narodowym. W 1999 została szefem sztabu wyborczego mera Fécamp. W 2001 powołano ją na stanowisko zastępcy burmistrza, w 2008 została pierwszym zastępcą mera ds. zrównoważonego rozwoju. Wcześniej od 2004 pełniła funkcję wiceprzewodniczącej regionu Górna Normandia.
W wyborach w 2009 uzyskała mandat posłanki do Parlamentu Europejskiego z listy Partii Socjalistycznej. W PE VII kadencji przystąpiła do grupy Postępowego Sojuszu Socjalistów i Demokratów, została też członkinią Komisji Budżetowej. W 2012 odeszła z PE w związku z wyborem do Zgromadzenia Narodowego XIV kadencji. W lutym 2016 została sekretarzem stanu w gabinecie Manuela Vallsa, pozostając na tej funkcji również w utworzonym w grudniu 2016 rządzie Bernarda Cazeneuve’a. Zakończyła urzędowanie wraz z całym gabinetem w maju 2017. W kadencji 2015–2021 zasiadała w radzie regionu Normandia.